# Герб Кобеляцького району
Герб Кобеля́цького райо́ну — офіційний символ Кобеляцького району Полтавської області, затверджений 23 січня 2003 р. рішенням п'ятої позачергової сесії Кобеляцької районної ради четвертого скликання.

## Опис герба
Герб Кобеляцького району несе елементи та кольори герба, який був присвоєний місту Кобеляки у 1842 році.
Щит у формі прямокутника із заокругленими нижніми кутами і загостренням в основі перетятий на дві частини: у верхній золотій — лавровий вінок слави, у нижній червоній — синя річка і хрестоподібно складені шведська зброя: рушниця і меч. Усі ці атрибути символізують остаточну поразку шведських військ 1709 року поблизу Кобеляк, неподалік від Переволочанської фортеці.
У великому гербі розташований вінок із гілок калини, обвитий стрічкою жовто–блакитного кольору, що підкреслює безпосередню причетність кобеляцького краю до держави України. Вінчає герб стилізоване зображення стіни фортеці у вигляді корони та надпис «Кобеляччина». Корона символізує могутність, стійкість, велич і славу.